# Martin Duiser
Martin Duiser (Soest, 24 november 1949) is een Nederlands zanger, songwriter en muziekproducent. Hij was in 1971 en '72 leadzanger van de Gooise band Husky (dus voordat Husky met achtereenvolgens de leadzangers Carel Swagerman en Loek Halverstadt in 1975 en 1976 hits scoorde), en zong daarna solo als Martin Dowser. Vervolgens produceerde hij muziek voor bekende artiesten uit Nederland, maar ook uit andere landen als bijvoorbeeld Sting en Joe Cocker. Samen met Jaap Eggermont had hij internationale hits met het medleyproject Stars on 45.

## Biografie
Duiser begon zijn muzikale loopbaan in 1965 als eerste leadzanger van de band Husky. Hij schreef nummers zoals Give it up en Pretty little Linda die na zijn vertrek uit de band uitgevoerd door Husky in 1975 en 1976 in de hitlijsten terechtkwamen. In 1973 bracht hij solo nog de single My love Irene uit onder de naam Martin Dowser, maar had hier geen hit mee.
Wel boekte hij zijn eerste successen als producer voor de ex-Outsider Wally Tax, met hits als Miss Wonderful (1974) en Let's dance (1977). Verder werden zijn producties voor de band Champagne internationale hits en werden zij hier in 1977 voor bekroond met de Conamus Exportprijs.
In 1981 werkte hij samen met Jaap Eggermont aan het medleyproject Stars on 45. De eerste gelijknamige single werd een wereldwijde hit met miljoenen verkochte exemplaren en een nummer 1-hit in de Verenigde Staten. De successen waren zowel in 1981 als in 1982 opnieuw de aanleiding voor een onderscheiding met de Exportprijs van Conamus.
In de loop van zijn carrière produceerde hij zowel voor Nederlandse artiesten als onder meer Bert Heerink, Kadanz, Anita Meijer, Sandra Reemer, Spargo, Lee Towers, Vanessa en Albert West, als voor artiesten uit andere landen als Andrea Bocelli, Gary Brooker, Joe Cocker, Alan Parsons, Simple Minds, Sting en Toto. Daarnaast schreef hij muziek voor onder meer Champagne, Anita Meijer, Barbara Nielsen, Vanessa, Carola, Doris D & The Pins, Guys 'n Dolls, Luv', Danny de Munk, De Romeo's en De Strangers. Voor het Eurovisiesongfestival van 1983 schreef hij de Nederlandse inzending van zangeres Bernadette.
Momenteel werkt Duiser vanuit zijn MDP-studio in Curaçao. Voorheen was hij gevestigd in de Bolland & Bolland-studio in Blaricum.
- Biblioteca Nacional de España: XX1779263
- Gemeinsame Normdatei: 1231250739
- International Standard Name Identifier: 0000 0003 9325 9603
- MusicBrainz: 57d0858e-229c-451d-9c9b-9fe6cb0ea746
- Nederlandse Thesaurus van Auteursnamen: 070551650
- Virtual International Authority File: 287514373
- WorldCat: E39PBJx8y7V9FYX8MjVvmPfXh3